# Luče
Luče este o localitate din comuna Luče, Slovenia, cu o populație de 443 de locuitori.

## Personalități născute aici
- Blaž Arnič (1901 - 1970), compozitor.